# Nationaal Park Lorentz
Nationaal Park Lorentz is een nationaal park gelegen in de Indonesische provincie Papoea. Het park heeft een oppervlakte van 25.056 km² en is daarmee het grootste nationaal park van Zuidoost-Azië. In 1999 werd het park benoemd tot Werelderfgoed door UNESCO.
Het park is vernoemd naar de Nederlandse ontdekkingsreiziger Hendrikus Albertus Lorentz, die het gebied van het park doorzocht tijdens een expeditie in 1909-1910.

## Geschiedenis
In 1919, toen Indonesië nog bij Nederland hoorde als Nederlands-Indië, werd voor het eerst een gebied van 3.000 km² uitgeroepen tot beschermd natuurgebied door de koloniale overheid. Dit stuk land kwam bekend te staan als natuurmonument Lorentz.
In 1978 breidde de Indonesische overheid dit stuk land uit tot 21.500 km². In 1997 werd het park omgedoopt tot nationaal park Lorentz en kreeg het zijn huidige omvang van 25.056 km².
Vanaf 2005 heeft het park geen personeel of bewakers meer. Het succes van het park hangt voornamelijk af van lokale overheden en gemeenschappen. Er zijn dan ook meerdere organisaties actief in het gebied van het park.

## Ecologie

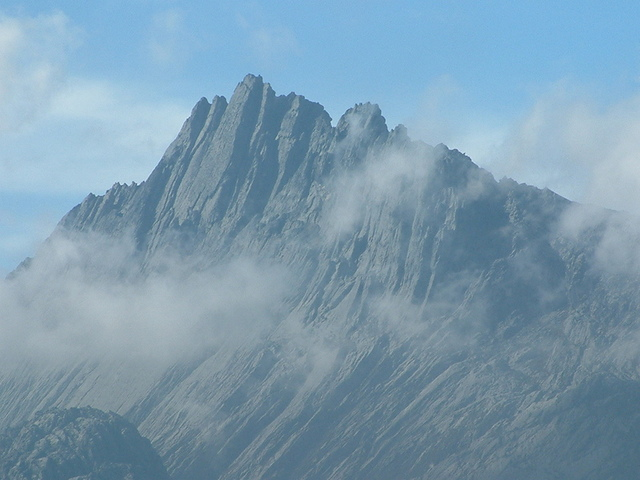
De Puncak Jaya

Nationaal park Lorentz is het nationaal park met de grootste ecologische diversiteit ter wereld, en een goed voorbeeld van de biodiversiteit van Nieuw-Guinea. Het park bevat een groot aantal verschillende ecosystemen, variërend van zeegebieden (het park grenst aan de Arafurazee) tot mangrovebossen, moerassen, regenwouden, berggebieden en gletsjers. Het hoogste punt in het park is de Puncak Jaya, met een hoogte van 4884 meter. Dit is de hoogste berg tussen de Himalaya en de Andes.
Het park bevat vijf van de ecoregio’s van de Global 200 van het Wereld Natuurfonds: Southern New Guinea Lowland Forests; New Guinea Montane Forests; New Guinea Central Range Subalpine Grasslands; New Guinea Mangroves; en New Guinea Rivers and Streams.
In het park vindt men onder andere 80% van alle zoogdiersoorten en 65% van alle vogelsoorten van Papoea. Veel regio’s in het park zijn nog nooit in kaart gebracht of verkend, waardoor het mogelijk is dat er nog talrijke planten en dieren leven die nog onbekend zijn bij westerse wetenschappers. Het park is namelijk moeilijk toegankelijk. Men kan er alleen komen via de luchthaven van Timika.

## Cultureel aspect
Het bos in het nationaal park Lorentz bevat grondgebieden van verschillende etnische groepen, zoals de Asmat, Amungme, Dani, Sempan, en Nduga. De belangen van deze volken worden grotendeels erkend bij het in stand houden van het park.

## Bedreigingen
De grootste bedreigingen voor de biodiversiteit in het park zijn houtkap, landbouw, stroperij en mijnbouw. Het park grenst namelijk ook pal aan de Grasbergmijn.
Een andere bedreiging voor het park is het vermoeden van de Indonesische overheid dat leden van de Organisasi Papua Merdeka zich mogelijk schuilhouden in het park.